# Maieru
Maieru és un poble de la part est de la província de Bistrița-Năsăud, de la regió deTranssilvània a Romania, al galter del monts Rodnei i Bârgau, situat a la vall del riu Someșului Mare, a una altitud de 470m. És capital del municipi de Maieru, que comprèn la localitat d'Anieş i la mateixa població de Maieru.
L'any 2002 tenia 5.615 habitants. La gran majoria és activa en treballs de camp o tala de boscs. El poble està agermanat amb Nort-sur-Erdre a França, a prop de Nantes.

## Personalitats
- A Maieru va créixer el poeta Liviu Rebreanu.
- Octavian Utalea, alcalde de Cluj entre els anys 1923-1926.
- Maria Ciocan, atleta.